# Thần ưng Andes
Thần ưng Andes hay Kền kền khoang cổ (danh pháp hai phần: Vultur gryphus) là một loài chim thuộc Họ Kền kền Tân thế giới. Loài này phân bố ở Nam Mỹ trong dãy Andes, bao gồm các dãy núi Santa Marta. Ở phía Bắc, phạm vi của nó bắt đầu ở Venezuela và Colombia, nơi mà nó là vô cùng hiếm hoi, sau đó tiếp tục về phía nam dọc theo dãy núi Andes ở Ecuador, Peru, và Chile, thông qua Bolivia và phía tây Argentina Tierra del Fuego. Đầu thế kỷ 19, thần ưng Andes sinh sản từ miền tây Venezuela đến Tierra del Fuego, dọc theo toàn bộ chuỗi của dãy Andes, nhưng phạm vi của nó đã bị giảm đáng kể do hoạt động của con người. Thần ưng Andes là loài chim bay lớn nhất trên thế giới về số đo kết hợp giữa trọng lượng và sải cánh. Chúng có sải cánh tối đa là 3,3 mét và cân nặng lên đến 15 kg. Thần ưng Andes được coi là chim săn mồi lớn nhất thế giới.
Môi trường sống của thần ưng Andes chủ yếu bao gồm đồng cỏ mở và núi cao các khu vực lên đến 5.000 m (16.000 foot) trên mực nước biển. Nó thích các khu vực tương đối mở, không có rừng mà cho phép nó phát hiện ra xác chết động vật từ không khí, chẳng hạn như Páramo hoặc đá, khu vực miền núi nói chung. Phạm vi phân bố vùng đất thấp ở phía đông Bolivia và tây nam Brazil, xuống đến các khu vực sa mạc vùng đất thấp ở Chile và Peru, và được tìm thấy trên toàn miền Nam rừng sối rừng phía nam ở đồng bằng Patagonia.
Thần ưng Andes chủ yếu là động vật ăn xác thối, ăn xác sống. Chúng thích những thân thịt lớn, chẳng hạn như của hươu hoặc gia súc. Chúng đạt đến độ tuổi trưởng thành về mặt sinh dục khi được 5 hoặc 6 tuổi và làm tổ ở độ cao lên đến 5.000 m, thường là trên các gờ đá không thể tiếp cận. Thông thường chúng đẻ hoặc hai quả trứng mỗi lứa. Đây là một trong những loài chim sống lâu nhất thế giới, với tuổi thọ hơn 70 năm trong một số trường hợp.